# Julius Kapp
Julius Kapp, född 1 oktober 1883 i Steinbach, numera ingående i Baden-Baden, död 18 mars 1962 i Sonthofen, var en tysk musikskriftställare och dramaturg.
Efter att 1906 ha blivit filosofie doktor författade han en rad musikerbiografier, över Franz Liszt (1909), Richard Wagner (1910), Niccolò Paganini (1913), Hector Berlioz (1917), Giacomo Meyerbeer (1920), Franz Schreker (1921) och Carl Maria von Weber (1923) samt bland annat Die Oper der Gegenwart (1922) och Das Opernbuch (1923). Han utgav även Franz Liszts (1910) och Richard Wagners samlade skrifter (1914).
Kapp blev 1933 medlem i nazistpartiet och utgav 1937 Geschichte der Staatsoper Berlin med förord av Hermann Göring. Åren 1948-1954 var han dramaturg på Städtische Oper Berlin.

## Svenska översättningar
- Richard Wagner och kvinnorna: en erotisk biografi (Richard Wagner und die Frauen) (översättning Märta Lindqvist, Wahlström & Widstrand, 1917)
- Liszt (översättning i sammandrag av Adolf Hillman, Wahlström & Widstrand, 1918)